# Hippopotamyrus weeksii
Hippopotamyrus weeksii är en fiskart som först beskrevs av George Albert Boulenger 1902.  Hippopotamyrus weeksii ingår i släktet Hippopotamyrus och familjen Mormyridae. IUCN kategoriserar arten globalt som livskraftig. Inga underarter finns listade i Catalogue of Life.